# Bisdom Tiberias

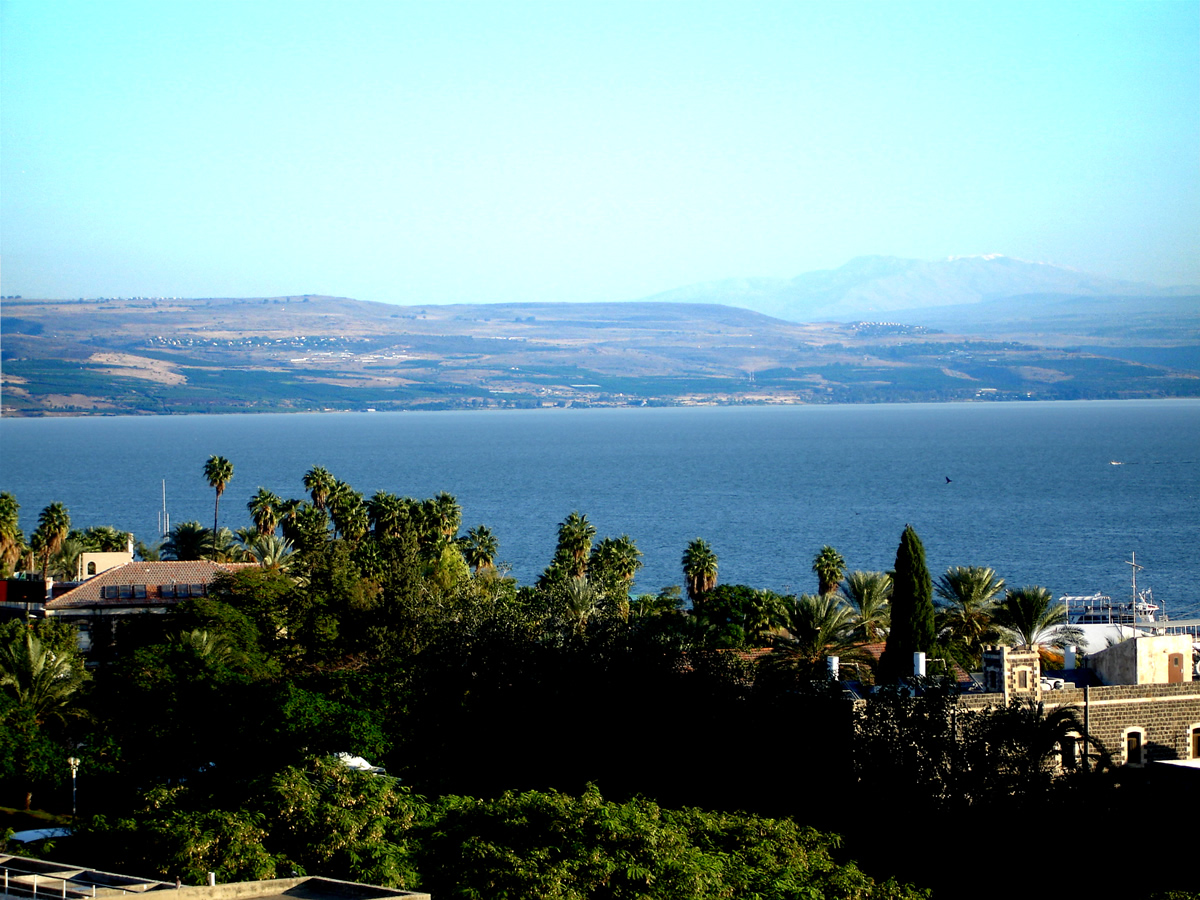
Tiberias aan het gelijknamig meer

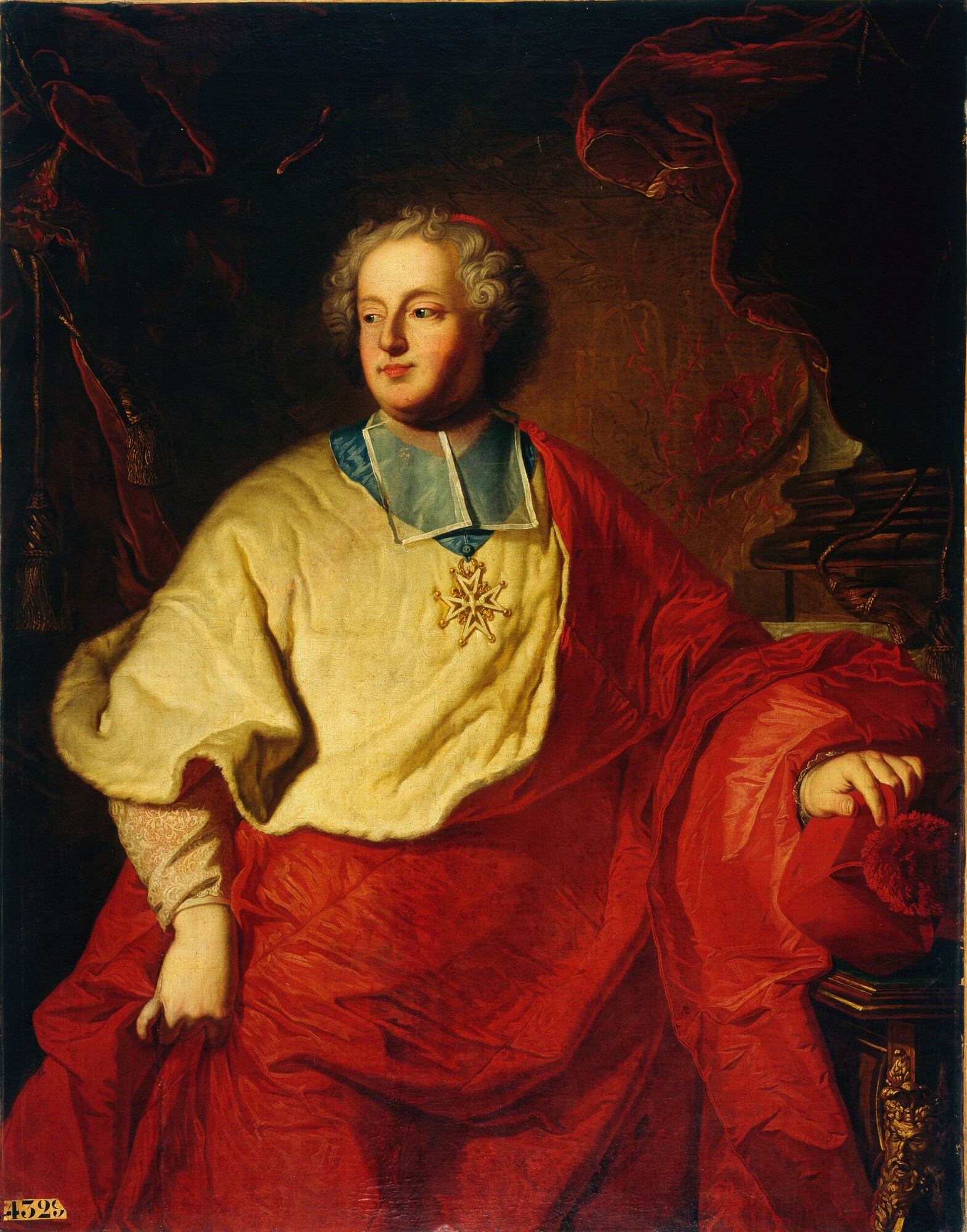
kardinaal de Rohan de Soubise, tevoren titulair bisschop van Tiberias

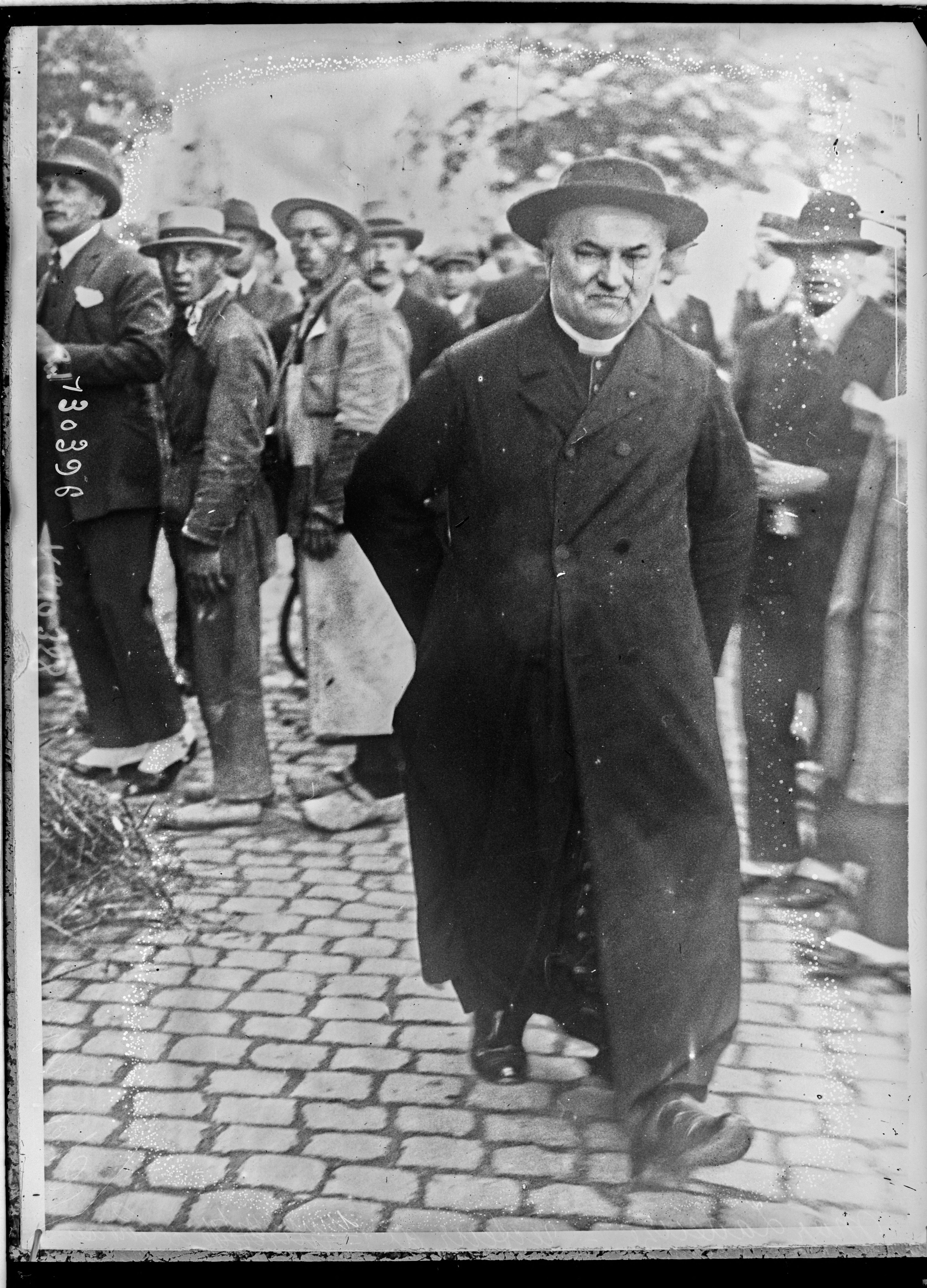
Rector Ladeuze in Leuven, in titel bisschop van Tiberias

Het bisdom Tiberias (Latijn: Dioecesis Tiberiensis) was een Rooms-katholiek bisdom in Tiberias in het Heilig Land (1109-1283) voor de kruisvaarders. Vanaf de 14e eeuw was het een eretitel in de Roomse Kerk.

## Historiek

### Tiberias
Tijdens de Eerste Kruistocht installeerden Westerse christenen zich in Tiberias (circa 1099). Godfried van Bouillon verbleef ook een tijd in Tiberias, dat gelegen is aan de westkant van het meer van Tiberias, ook meer van Galilea genoemd. In 1109 richtte paus Paschalis II, in volle Investituurstrijd verwikkeld, het bisdom Tiberias op. Met de komst van een Latijnse bisschop in Tiberias eindigde het Grieks-orthodox bisdom Tiberias. Het bisdom Tiberias behoorde tot de kerkprovincie van het aartsbisdom Nazareth en bijgevolg tot het Latijns patriarchaat van Jeruzalem. Kroniekschrijvers schreven dat het bisdom Tiberias weinig gelovigen telde door de herhaalde invallen van Arabieren in Galilea.
Zij stelden de volgende lijst op van Latijnse bisschoppen van Tiberias:
1. Hugo de Tabaria (circa 1109): kroniekschrijvers vermoedden dat hij de bisschopstroon van Tiberias kreeg van Boudewijn I van Constantinopel.
2. Herbertus (circa 1155)
3. Anonymus (1170- ). Hij stichtte een convent van de Orde van Cluny.
4. Rogerus de Hoveden (circa 1190). Hij maakte de nederlaag van de kruisvaarders mee in de Slag bij Hattin (1187). Hattin lag aan het meer van Tiberias. Saladin was de overwinnaar. Rogerus stierf toen Saladin Akko belegerde. Tijdens het Beleg van Akko (1189-1191) in de Derde Kruistocht zat Rogerus verschanst met andere kruisvaarders in Akko.
5. Anonymus. Paus Innocentius III vermeldde hem in een brief toen deze bisschop goederen in bewaring gaf aan de Tempeliers.
6. Anonymus. De volgende bisschop van Tiberias deed hetzelfde volgens paus Innocentius III. De bisschop vroeg aan de paus wat hij moest aanvangen met Arabieren die tot het christendom bekeerd waren – het waren er velen zo schreef hij – en zij hadden meerdere vrouwen. Moesten deze uit de echt scheiden? De paus antwoordde dat die vrouw die zich bekeerde tot het christendom de enige echtgenote was. Hij citeerde in het Latijn non dicit tres vel plures sed duo: in een huwelijk zijn er niet drie of meerderen, maar twee.
7. Anonymus (circa 1213). Deze bisschop van Tiberias nam deel aan het Vierde Lateraans Concilie (1215).
8. Eustorgius ( - 1273)
9. Guillelmus I de Salonica (1273-1274). Guillelmus was tevoren aartsdiaken van Sint-Joris van Lydië.
10. Guillemus II Pilosus (1274- ). Guillelmus was tevoren kanselier van het koninkrijk Armenië. 
De bisschoppen van Tiberias verbleven in de burcht aan het meer van Tiberias. Verschillende van hen in de lijst vermeld woonden meestal elders.

### Titulair bisschop van Tiberias
Vanaf 1348 verleenden pausen de titel van bisschop van Tiberias als eretitel voor hulpbisschoppen en andere prelaten. Dit gebruik bleef tot in de 20e eeuw.
Te vermelden zijn:
- Luis Cerqueira (1592-1594), een Portugees jezuïet die hulpbisschop was in Funai, Japan, tijdens de Azuchi-Momoyamaperiode.
- Armand-Gaston-Maximilien de Rohan de Soubise (1701-1704), hulpbisschop van Straatsburg en later prins-bisschop van Straatsburg en kardinaal
- Leopold-Maximiliaan graaf von Firmian (1797-1800), hulpbisschop van Passau, later aartsbisschop van Salzburg en van Wenen.
- Martin Marty (1879-1889), een Zwitsers benedictijn die missiebisschop was in Saint Cloud, Minnesota. Hij had de bijnaam Apostel van de Sioux.
- Paulin Ladeuze (1928-1940), rector van de Katholieke Universiteit Leuven in België.
- Rudolph Franz von Thysebaert